# Kanokupolu
Kanokupolu es una localidad del distrito de Kolovai, en Tonga. Tiene una población de 354 habitantes en 2021.